# Franciszek Kindermann
Franciszek Kindermann (ur. 8 listopada 1837 w Łodzi, zm. 12 lutego 1915 w Łodzi) – przedsiębiorca łódzki.

## Życiorys
Syn Franciszka i Wilhelminy z domu Kindt. Ojciec, z zawodu tkacz, przybył do Łodzi z Saksonii. Syn postanowił pójść w ślady ojca. W 1859 roku uruchomił przy ul. Piotrkowskiej 533 (ob. nr 110) ręczny warsztat tkacki i został wpisany do rejestrów cechowych jako właściciel manufaktury wełnianej. Dwa lata później zatrudniał 22 czeladników. W 1896 roku posiadał 70 krosien ręcznych i wyrabiał tkaniny bawełniane, wełniane, korty i chustki. Kiedy firma zaczęła przynosić zyski, w kilkuletnich odstępach czasowych, Kindermann zwracał się do ówczesnych władz o pozwolenie na budowę przy prywatnej drodze zwanej Łąkową kolejnych budynków fabrycznych. Około 1897 roku produkcja została przeniesiona do fabryki zbudowanej przy skrzyżowaniu ulic Łąkowej i Andrzeja Struga. Zmechanizowany zakład podjął produkcję wełnianą i wyrabiał chusty, tkaniny oraz różnego rodzaju sukna.
I wojna światowa przyniosła przedsiębiorstwu straty i jego rozwój został zahamowany. W 1928 roku przekształcono je w spółkę akcyjną „Przemysł Wełniany Franciszek Kindermann SA”. Na skutek kryzysu w latach 30. XX wieku ogłoszono jej upadłość, a hale fabryczne podnajmowano innym przedsiębiorstwom. W czasie II wojny światowej w zakładach zlokalizowana była druga w Łodzi filia „Telefunkena”.
Franciszek Kindermann był Niemcem, który całkowicie się spolonizował i zapoczątkował łódzką linię rodu Kindermannów. Fabrykant uczestniczył aktywnie w życiu miasta, zasiadał w zarządach różnych stowarzyszeń, działał w Łódzkim Chrześcijańskim Towarzystwie Dobroczynności. W lutym 1896 roku, za wzorową służbę i szczególne trudy, został odznaczony medalem srebrnym na wstędze św. Stanisława. Zmarł 12 lutego 1915 roku w Łodzi. Grobowiec przemysłowca znajduje się na cmentarzu ewangelickim przy ulicy Ogrodowej 43.
Dochował się 12 dzieci, w tym siedmiu synów, m.in. Leopolda Rudolfa, Juliusza Roberta, Gustawa Adolfa.